# アメリカ合衆国大統領首席補佐官
アメリカ合衆国大統領首席補佐官（アメリカがっしゅうこくだいとうりょうしゅせきほさかん、英: Assistant to the President and Chief of Staff）は、大統領の職務を補佐する大統領補佐官である。
首席補佐官は、必要な時にはいつでも大統領に会うことができるなど、ウエストウイングを実質的に取り仕切る職務であり、ホワイトハウス事務局職員のトップに立つ人物である。首席補佐官の下には数名の次席補佐官が置かれる。

## 職務内容と歴史
首席補佐官の職務内容は非常に広範囲にわたるが、一般的に首席補佐官は他のホワイトハウス職員を監督・統括し、大統領のスケジュールを取り扱い、大統領と訪問者との面会を調整する。この大統領と訪問者の面会を調整するという職務ゆえに、首席補佐官は「大統領の砦」と呼ばれることがある。非公式には首席補佐官は大統領と最も親しい政策アドバイザーの中の1人であって、また個人的にも友人であることが多い。ただし、首席補佐官という職は閣僚（国務大臣）と兼任する日本の内閣官房長官とは異なり、閣僚外の役職であり、議会同意人事ではなく、大統領権限継承順位にも入っていない。ただ、前記のように大統領の補佐役として権力を握ることから、一般的には閑職とされてきた副大統領よりも実質的な権限を持つとも言われ、ホワイトハウスの影のナンバー2と言われることもある。
必ずしも全ての大統領が公式に首席補佐官を置いたわけではない。ケネディ大統領は置かなかったし、カーター大統領も任期のほぼ終わりまでは置かなかった。トルーマン大統領、ジョンソン大統領、そしてジョージ・W・ブッシュ大統領以外の大統領はすべて、任期の途中で首席補佐官を代えた。なぜなら首席補佐官という職務は、高度のストレスを受ける職務であるからだと言われている。それを示すように、首席補佐官の平均職務期間は2年と少しに満たないくらいである。最も長く首席補佐官を務めたのは、ハリー・S・トルーマン政権下で6年間務めたジョン・スティールマンである。
多くの首席補佐官は就任前より政治家としてのキャリアを積んでおり、その多くが退任後に他の更なる上級職の経歴を持つことになる。その例としては、ニクソン大統領の首席補佐官を務めた後に国務長官になるアレクサンダー・ヘイグ、ジェラルド・フォード大統領の首席補佐官を務めた後に国防長官を務めたディック・チェイニーやドナルド・ラムズフェルドなどが挙げられる。

## 大統領首席補佐官 一覧
| 代 | 首席補佐官                       | 在任              | 大統領                   |
| -- | -------------------------------- | ----------------- | ------------------------ |
| 1  | ジョン・スティールマン           | 1946年 - 1952年   | ハリー・トルーマン       |
| 2  | シャーマン・アダムズ             | 1953年 - 1958年   | ドワイト・アイゼンハワー |
| 3  | ウィルトン・パーソンズ           | 1958年 - 1961年   | ドワイト・アイゼンハワー |
|    | 不在                             | 1961年 - 1963年   | ジョン・ケネディ         |
| 4  | マーヴィン・ワトソン             | 1963年 - 1968年   | リンドン・ジョンソン     |
| 5  | H・R・ハルデマン                 | 1969年 - 1973年   | リチャード・ニクソン     |
| 6  | アレクサンダー・ヘイグ           | 1973年 - 1974年   | リチャード・ニクソン     |
| 7  | ドナルド・ラムズフェルド         | 1974年 - 1975年   | ジェラルド・フォード     |
| 8  | ディック・チェイニー             | 1975年 - 1977年   | ジェラルド・フォード     |
|    | 不在                             | 1977年 - 1979年   | ジミー・カーター         |
| 9  | ハミルトン・ジョーダン           | 1979年 - 1980年   | ジミー・カーター         |
| 10 | ジャック・ワトソン               | 1980年 - 1981年   | ジミー・カーター         |
| 11 | ジェイムズ・ベイカー             | 1981年 - 1985年   | ロナルド・レーガン       |
| 12 | ドナルド・リーガン               | 1985年 - 1987年   | ロナルド・レーガン       |
| 13 | ハワード・ベーカー               | 1987年 - 1988年   | ロナルド・レーガン       |
| 14 | ケネス・デュバースタイン         | 1988年 - 1989年   | ロナルド・レーガン       |
| 15 | ジョン・ヘンリー・スヌヌ         | 1989年 - 1991年   | ジョージ・H・W・ブッシュ |
| 16 | サミュエル・スキナー             | 1991年 - 1992年   | ジョージ・H・W・ブッシュ |
| 17 | ジェイムズ・ベイカー             | 1992年 - 1993年   | ジョージ・H・W・ブッシュ |
| 18 | マック・マクラーティ             | 1993年 - 1994年   | ビル・クリントン         |
| 19 | レオン・パネッタ                 | 1994年 - 1997年   | ビル・クリントン         |
| 20 | アースキン・ボウレス             | 1997年 - 1998年   | ビル・クリントン         |
| 21 | ジョン・ポデスタ                 | 1998年 - 2001年   | ビル・クリントン         |
| 22 | アンドルー・カード               | 2001年 - 2006年   | ジョージ・W・ブッシュ    |
| 23 | ジョシュア・ボルテン             | 2006年 - 2009年   | ジョージ・W・ブッシュ    |
| 24 | ラーム・エマニュエル             | 2009年 - 2010年   | バラク・オバマ           |
|    | ピート・ラウス（代理）           | 2010年 - 2011年   | バラク・オバマ           |
| 25 | ウィリアム・M・デイリー          | 2011年 - 2012年   | バラク・オバマ           |
| 26 | ジェイコブ・ルー                 | 2012年 - 2013年   | バラク・オバマ           |
| 27 | デニス・マクドノー               | 2013年 - 2017年   | バラク・オバマ           |
| 28 | ラインス・プリーバス             | 2017年            | ドナルド・トランプ       |
| 29 | ジョン・F・ケリー                | 2017年 - 2019年   | ドナルド・トランプ       |
|    | ミック・マルバニー（代理）       | 2019年 - 2020年   | ドナルド・トランプ       |
| 30 | マーク・メドウズ                 | 2020年 - 2021年   | ドナルド・トランプ       |
| 31 | ロン・クレイン                   | 2021年 - 2023年   | ジョー・バイデン         |
| 32 | ジェフ・ザイエンツ               | 2023年 - 2025年   | ジョー・バイデン         |
| 33 | スージー・サマーオール・ワイルズ | 2025年 - （現職） | ドナルド・トランプ       |